# BACS
BACS (оригинален акроним на Bankers’ Automated Clearing Services) е система за обработка на платежните трансакции (операции) във Великобритания.
Директният дебит (Direct debit) и Директният кредит (Direct credit) са изградени, като е използвана системата BACS. Плащанията по BACS отнемат 3 работни дни, които включват:
- 1) първи ден – постъпване на информация за трансакциите (плащанията) в системата;
- 2) втори ден – обработка на информацията;
- 3) трети ден – пълно уреждане и осъществяване на всички постъпили трансакции (плащания).

BACS системата е измислена от Денис Гладуел (Dennis Gladwell) и стартирана през 1968 година като Международна банкова изчислителна служба (Inter-Bank Computer Bureau) за организиране на електронния трансфер на фондове между банките и отбягващите хартиените документи, като част от процеса на паричния трансфер. Компанията работи с възприетото име Bankers Automated Services Limited от 1971 г. Телефонната служба BACSTEL е създадена през 1983 г., намалявайки нуждите от магнитни ленти. Още банки и строителни дружества (те са специализирани банки) се включват в системата през 1983 г. и компанията скъсява своето име на BACS Limited.
От 1 декември 2003 г. BACS Payment Scheme Limited (BPSL) е отделена от BACS Limited. BPSL е организация с идеална цел и заедно с част от банковата индустрия спомага за използването на автоматизираната платежна система и управлява установения метод на BACS системата. BACS Limited е собственик на инфраструктурата на BACS системата.